# Sanchis (automòbil)
Sanchis fou la marca comercial dels automòbils que fabricà l'enginyer valencià Enrique Sanchis a París i Madrid el 1906 i a Courbevoie, França, de 1906 a 1912 (en aquest darrer cas, amb marca Sanchis-France).

## Història
Enrique Sanchis, que treballava d'enginyer de camins per al Ministeri d'Obres Públiques espanyol, fou enviat per aquest ens al primer Congrés d'Automobilisme que es va celebrar a París el 1902. Després d'estudiar la incipient indústria de l'automòbil a França, Anglaterra i els EUA, Sanchis va dissenyar i fabricar el seu propi automòbil i el va presentar al Saló de París de 1906, amb el nom de Triauto Sanchis (o Tricar EST). Era un vehicle monoplaça de tres rodes (la del darrere com a motriu) amb motor, també obra seva, de quatre cilindres i 4 CV de potència. A banda, Sanchis va dissenyar i fabricar un altre model de dues places i quatre rodes.
El juny de 1906, Enrique Sanchis va exposar a Madrid tres cotxes de quatre rodes construïts per operaris subvencionats per l'estat espanyol per tal que es formessin a Bèlgica i França sota la direcció de Sanchis i el també enginyer valencià Miguel Mataix. Més tard, Sanchis va presentar a París el "bastidor-carrosseria", una idea innovadora que no va quallar en una època en què els fabricants elaboraven els xassissos i els carrossers, les carrosseries. No fou fins al 1922 que aquesta idea fou portada a la pràctica per Lancia amb el seu model Lambda.
Poc després de 1906, Sanchis fundà a Courbevoie l'empresa fabricant d'automòbils Sanchis-France, la qual acabà venent el 1912 a L. Pierron, importador en aquell país dels cotxes anglesaos Mass. Pierron va continuar la fabricació dels vehicles Sanchis, ara ja sota la marca britànica, fins al 1923.